# 米伦巴赫 (巴登-符腾堡州)
米伦巴赫是德国巴登-符腾堡州的一个市镇。总面积31.22平方公里，总人口1662人，其中男性861人，女性801人（2011年12月31日），人口密度53人/平方公里。